# آیووا پارک (تگزاس)
آیووا پارک، تگزاس(به انگلیسی: Iowa Park, Texas) شهری در شهرستان ویچیتا ایالت تگزاس از ایالات جنوبی ایالات متحده آمریکا است. در سرشماری سال ۲۰۰۰، جمعیت این شهر ۶۴۳۱ نفر اعلام شد.